# Attentat de janvier 2012 à Damas
 (août 2025).
Le 6 janvier 2012, une bombe a explosé dans le quartier d'Al-Midan à Damas, en Syrie. Selon le gouvernement syrien, un kamikaze a attaqué des bus transportant des policiers anti-émeutes peu avant le début d'une manifestation antigouvernementale. Le bilan s'élève à 26 morts et plus de 60 blessés. La plupart des victimes étaient des civils, bien que le gouvernement syrien ait diffusé des images de ce qu'il a présenté comme les funérailles de 11 policiers tués lors de l'attaque. 
Il s'agissait du deuxième attentat de ce type depuis le début du soulèvement contre le gouvernement début 2011. Deux semaines plus tôt, un double attentat à la voiture piégée à Damas avait tué 44 personnes. Le gouvernement avait imputé cette attaque et celle du 6 janvier à Al-Qaïda. Cependant, l'opposition syrienne avait accusé le gouvernement d'avoir organisé ces attaques pour justifier sa répression du soulèvement. Plus tard, le Front Al-Nosra pour la protection du Levant, nouvellement formé, en avait revendiqué la responsabilité dans une vidéo.

## Contexte
L'attaque a eu lieu alors que des observateurs de la Ligue arabe étaient présents dans le pays pour vérifier si la Syrie respectait les exigences de la Ligue arabe qui visaient, dit-on, à mettre fin aux violences. Deux semaines plus tôt, un double attentat à la voiture piégée à Damas avait fait 44 morts. Le gouvernement avait imputé cette attaque à des militants islamistes.

## Attentat
La plupart des premières informations sur l'attaque proviennent du gouvernement syrien et des médias d'État. Ils ont rapporté que, vers 10 h 55, un kamikaze a fait exploser une ceinture d'explosifs à côté de trois bus transportant des policiers anti-émeutes. Un policier a déclaré avoir vu un homme portant un sac noir se diriger vers un bus et faire exploser les explosifs. Les bus étaient garés devant un commissariat de police, près d'une école primaire et d'une mosquée. La bombe a explosé à un feu de circulation sous un pont en béton, brisant des vitres et détruisant plusieurs voitures de police. Selon les médias d'État syriens, la bombe aurait contenu 10 kilogrammes d'explosifs.
L'agence de presse officielle syrienne SANA a rapporté que 26 personnes avaient été tuées (dont 15 qui n'ont pas pu être identifiées) et 63 blessées. Elle a également précisé que la plupart des victimes étaient des civils, mais que des membres des forces de sécurité figuraient parmi les morts. Des restes, prétendument ceux du kamikaze, ont été laissés sur les lieux pendant plusieurs heures avant d'être emportés pour des tests ADN. Ces parties du corps et d'autres ont été montrées à plusieurs reprises aux journalistes conduits sur les lieux par le ministère de l'Information. La télévision d'État a montré un bus endommagé avec du sang et des casques de police sur les sièges. Le ministre de l'Intérieur Mohammed Shaar a déclaré que le kamikaze « s'est fait exploser dans le but de tuer le plus grand nombre de personnes ».

### Conséquences
Des centaines de fidèles du gouvernement sont arrivés plus tard sur les lieux, certains d'entre eux agitant des drapeaux et scandant des slogans en soutien au président syrien Bachar al-Assad. Selon le New York Times, des habitants du quartier ont rapporté qu'environ une heure après l'attentat, les forces de sécurité et des loyalistes armés se sont livrés à « un saccage, tirant au hasard et frappant et arrêtant des gens dans les rues ».
Malgré les bombardements, les manifestations antigouvernementales se sont poursuivies à Damas et ailleurs. Les Comités locaux de coordination antigouvernementaux ont déclaré que 14 manifestants avaient été tués dans la banlieue de Damas plus tard dans la journée. Ils ont également signalé que neuf manifestants avaient été tués à Hama, huit à Homs, trois à Idlib et un à Deraa. SANA a également signalé qu'un oléoduc entre Hama et Idlib avait été détruit par un « groupe terroriste ». 

## Auteurs
Le ministre de l'Intérieur a décrit le modus operandi et « l'intention de causer des pertes massives » comme ayant « l'empreinte d'Al-Qaïda ». Le ministère syrien de l'Intérieur a déclaré que le gouvernement « riposterait avec une main de fer » à ce qu'il a appelé « l'escalade terroriste ».
Les groupes d'opposition ont accusé le gouvernement d'avoir orchestré l'attaque pour « ternir l'image de l'opposition » et valider son propre argument selon lequel il « combat une violence aveugle plutôt qu'un mouvement pro-démocratie ». L'Armée syrienne libre (ASL), principal groupe paramilitaire antigouvernemental, a nié toute implication et condamné l'attaque. Le porte-parole de l'ASL, le major Maher al-Naimi, a déclaré : « Il s'agit d'un terrorisme d'État planifié et systématique perpétré par les forces de sécurité du président Bachar el-Assad ». Le Conseil national syrien a publié un communiqué : « Les attentats d'aujourd'hui, dans la zone qui a connu les plus importantes manifestations anti-régime, portent clairement l'empreinte du régime ». Les Frères musulmans syriens ont également blâmé le gouvernement. 
Le 7 janvier 2012, des militants de l'opposition ont accusé le gouvernement d'avoir truqué les images télévisées des suites de l'attaque. Ils ont pointé du doigt trois clips diffusés « par erreur » par la télévision d'État syrienne. L'un d'eux montre un homme blessé, allongé au sol, se relevant juste avant la fin de la vidéo. Un autre montre un homme muni d'un micro (soi-disant journaliste de la télévision d'État syrienne) déposant des « paquets de légumes » dans la rue pour donner l'impression que certaines des victimes étaient des civils faisant leurs courses au marché voisin. La troisième vidéo montre une personne plaçant des armes de police dans l'une des camionnettes endommagées par l'attentat. 
Le jour même de l'attentat, le chef de l'opposition syrienne Ammar Qurabi a affirmé que le gouvernement préparait un nouvel attentat à Alep « pour faire peur à la population ». Il a précisé avoir été informé du complot par des responsables de la sécurité syrienne. 
Fin février 2012, un groupe appelé Front al-Nosra a revendiqué l'attaque et a publié sur Internet une vidéo de 45 minutes montrant sa préparation. 